# Châteauroux Classic de l’Indre
Der Châteauroux Classic de l’Indre Trophée Fenioux war ein französisches Straßenradrennen.
Das Eintagesrennen, welches seinen Termin für gewöhnlich Ende August hatte und rund um die französische Stadt Châteauroux im Département Indre stattfand, wurde erstmals im Jahr 2004 ausgetragen. Seit Einführung der UCI Europe Tour in der Saison 2005 war das Rennen Teil dieser Rennserie und in die UCI-Kategorie 1.1 eingestuft. Der Châteauroux Classic de l’Indre Trophée Fenioux war außerdem ein Teil des Coupe de France, einer Rennserie von französischen Eintagesrennen. 

## Sieger
| - 2014 Iljo Keisse - 2013 Bryan Coquard - 2012 Rafael Andriato - 2011 Anthony Ravard | - 2010 Anthony Ravard - 2009 Jimmy Casper - 2008 Anthony Ravard - 2007 Christopher Sutton | - 2006 Nicolas Vogondy - 2005 Jimmy Casper - 2004 Aljaksandr Kuschynski |